# سان بارتلمه د لاس آبیرتاس
سان بارتلمه د لاس آبیرتاس (به اسپانیایی: San Bartolomé de las Abiertas) یک شهرستان در اسپانیا است که در استان تولدو واقع شده‌است.

## خصوصیات
سان بارتلمه د لاس آبیرتاس ۵۷ کیلومترمربع مساحت و ۵۸۸ نفر جمعیت دارد و ۵۵۴ متر بالاتر از سطح دریا واقع شده‌است.